# Picpus (stanice metra v Paříži)

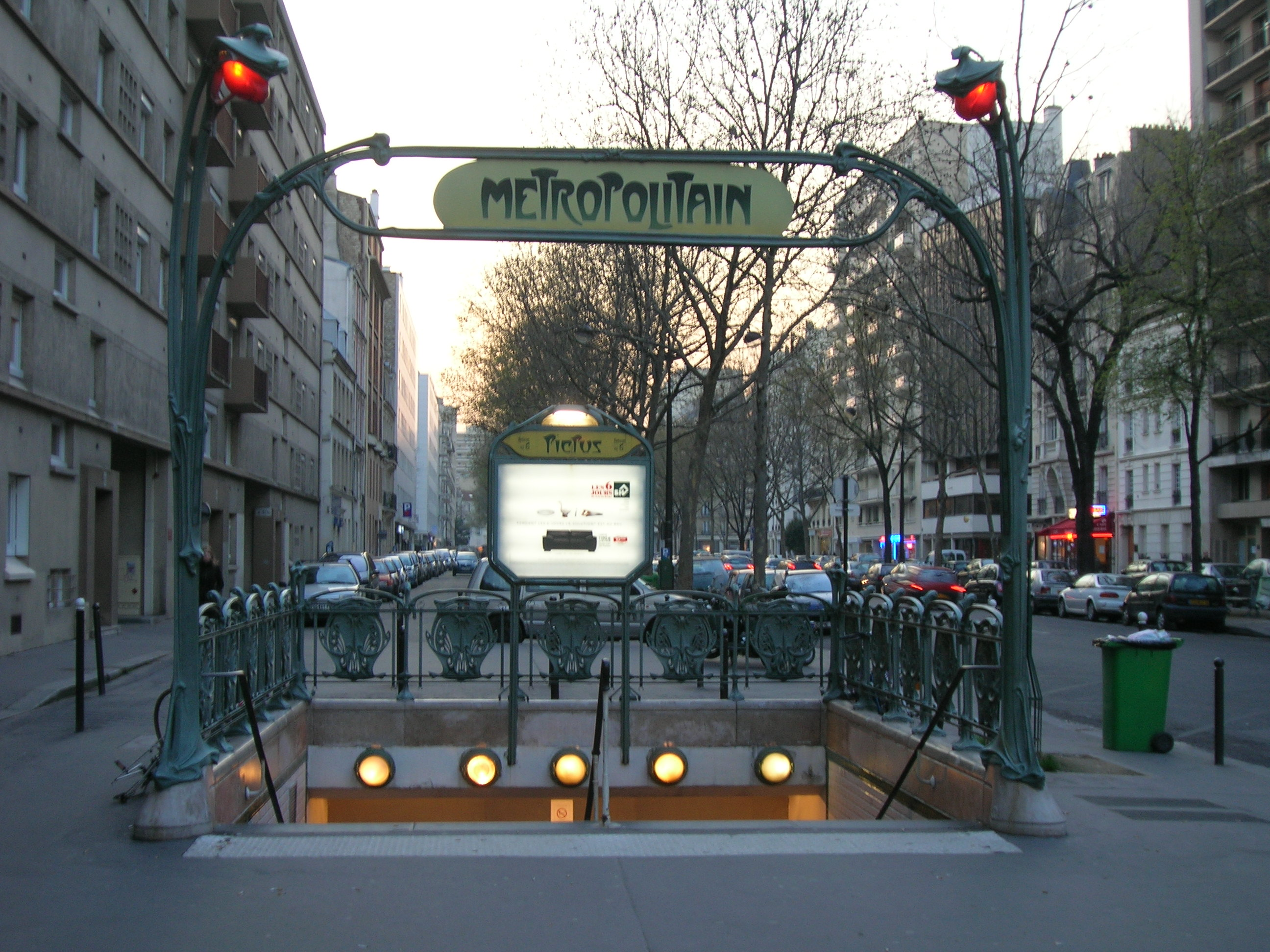
Nástupiště na stanici

Picpus je nepřestupní stanice pařížského metra na lince 6 ve 12. obvodu v Paříži. Nachází se pod Avenue de Saint-Mandé, západně od křižovatky s Boulevardem Picpus.

## Historie
Stanice byla otevřena 1. března 1909 jako součást prvního úseku linky 6 mezi stanicemi Place d'Italie a Nation.

## Název
Původní název stanice zněl Saint-Mandé odvozený od názvu Avenue de Saint-Mandé. Od 1. března 1937 má své současné jméno, aby nedocházelo k záměně se stanicí Saint-Mandé na lince 1 ve městě Saint-Mandé.
Současný název je odvozen od Boulevardu de Picpus, který vedl do bývalé vesnice Picque-Puce.
Na informačních tabulích je oficiální název stanice doplněn ještě podnázvem psaným malým písmem: Courteline podle nedalekého náměstí Square Courteline, které nese jméno Georgese Courtelina (1858-1929), vlastním jménem Georges Moinaux, což byl francouzský autor satirických komedií.

## Vstupy
Stanice má pouze jeden přístup na jižní straně Avenue de Saint-Mandé u domu č. 46.